# Mondariz-Balneario
Mondariz-Balneario es un municipio de España en la provincia de Pontevedra, comunidad autónoma de Galicia. En 2018 tenía 618 habitantes y tiene una superficie de 2,31 km², siendo el más pequeño de Galicia. En él se encuentra el balneario de Mondariz, uno de los mejores balnearios a nivel europeo.

## Geografía
Según el Registro de Entidades Locales, el término municipal tiene una superficie de 2,31 km², Lo que le convierte en el municipio más pequeño de Galicia.

## Historia
El municipio se creó por segregación del de Mondariz en la década de 1920. El 17 de abril de 1925, la localidad recibió el título de «Muy Hospitalaria Villa» por parte del rey Alfonso XIII.

## Geografía humana

### Demografía
Cuenta con una población de 711 habitantes (INE 2024).
| Gráfica de evolución demográfica de Mondariz-Balneario entre 1930 y 2021 |
| |
| Población de derecho según los censos de población del INE Población de hecho según los censos de población del INEEntre el censo de 1930 y el anterior, aparece este municipio porque se segrega del municipio 36030 (Mondariz) |

### Parroquia
Parroquia que forma parte del municipio:
- Mondariz-Balneario (Nuestra Señora de Lourdes)

## Monumentos
- Fuente de Gandara
- Fuente de Troncoso, abandonada[8]
- Palacio del Agua (edificio de la antigua embotelladora de Aguas de Mondariz)
- Iglesia de Nuestra Señora de Lourdes
- Edificio del Antiguo Gran Hotel